# Disque imaginal

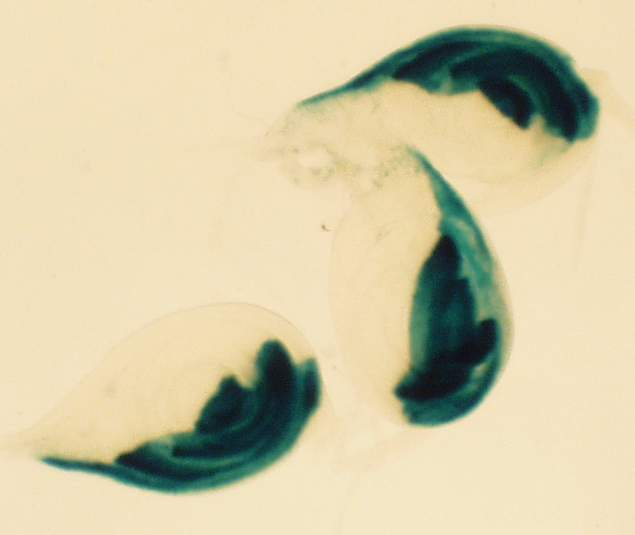
Trois disques imaginaux de la mouche Drosophila melanogaster, qui formeront des pattes de la mouche adulte.

Chez les insectes holométaboles, c'est-à-dire qui subissent des mues complètes à partir de formes larvaires différentes des formes adultes, les disques imaginaux sont des structures à partir desquelles les différentes parties de l'insecte adulte sont formées dans la nymphe.
Ils sont constitués d'une dizaine de cellules indifférenciées (cellules souches) et se développent en structures comme des ailes lors de la métamorphose.
Dans l'exemple d'un disque imaginal de drosophile qui donnerait une patte. Le centre du disque donne la partie la plus distale de la patte alors que la partie externe du disque donne la partie la plus proximale.